# Aeroportul Chub Cay
Aeroportul Chub Cay (IATA: CCZ, ICAO: MYBC) este un aeroport din Berry Islands⁠(d), Bahamas.
Situat la o altitudine de 4 m, aeroportul dispune de o singură pistă.